# مطار هارتسفيلد جاكسون
مطار هارتسفيلد جاكسون أتلانتا الدولي (بالإنجليزية: Hartsfield–Jackson Atlanta International Airport) (إياتا: ATL، إيكاو: KATL، معرف الموقع إف إيه إيه: ATL)، هو المطار الدولي الرئيسي الذي يخدم مدينة أتلانتا في ولاية جورجيا في الولايات المتحدة. يقع المطار على بعد 16 كم جنوب وسط المدينة. سُمِّيَ نسبة إلى عمدتي أتلانتا السابقين ويليام بيري هارتسفيلد وماينارد جاكسون. يغطي المطار مساحة 4700 فدان (1900 هكتار) ويضم خمسة مدارج متوازية. منذ عام 1998 أصبح مطار هارتسفيلد-جاكسون أكثر المطارات ازدحامًا في العالم من حيث حركة الركاب. في عام 2022 استقبل المطار أكثر من 93,6 مليون مسافر وهو أكبر عدد من أي مطار في العالم.
هارتسفيلد-جاكسون هو المحور الرئيسي لخطوط دلتا الجوية. مع ما يزيد قليلاً عن 1000 رحلة يوميًا إلى 225 وجهة محلية ودولية، يعد محور دلتا أكبر محورطيران في العالم. بالإضافة إلى استضافة المقر الرئيسي لشركة دلتا، يعد هارتسفيلد جاكسون أيضًا موطنًا لمركز دلتا للعمليات الفنية، وهو ذراع الصيانة والإصلاح والتجديد الأساسي لشركة الطيران. إلى جانب دلتا يعد هارتسفيلد-جاكسون أيضًا محطة مركزية لشركات الطيران منخفضة التكلفة خطوط فرونتير وخطوط ساوث ويست. يقدم المطار خدمات دولية داخل أمريكا الشمالية وأمريكا اللاتينية وأوروبا وأفريقيا والشرق الأوسط وشرق آسيا.

## تاريخ المطار
أنشئ مطار هارتسفيلد جاكسون على أرض بمساحة 116 هكتارا بعقد إيجار لمدة خمس سنوات كانت مقرا مهجورا لمضمار للسباقات الآلية. وقع عمدة المدينة والتر سيمز على عقد الإيجار في 16 نيسان 1925، ووجه العمدة المدينة لتطويره إلى مطار. كجزء من الاتفاق، غُيّر اسم الأرض إلى حقل كاندلر نسبة إلى مالك الأرض قطب كوكا كولا ورئيس بلدية أتلانتا السابق آسا كاندلر. وكانت أول رحلة في حقل كاندلر في 15 سبتمبر 1926، لطائرة خدمة بريد فلوريدا قادمة من جاكسونفيل بولاية فلوريدا. في مايو 1928، بدأ طيران بيتكيرن الخدمة إلى أتلانتا، ثم في عام 1930 بدأت خدمات خطوط دلتا الجوية.
كان مطارا مزدحما منذ بدايته. وحتى نهاية عام 1930 حل في المرتبة الثالثة وراء مدينة نيويورك ومدينة شيكاغو بستة عشر رحلة يومية منتظمة. في أكتوبر 1940، أعلنت الحكومة الأمريكية أن المطار أصبح بالإضافة للرحلات المدنية قاعدة عسكرية وأن القوات الجوية من جيش الولايات المتحدة ستعمل من خلال المطار بالاشتراك مع حقل كاندلر. استخدمت القوات الجوية المطار في المقام الأول لخدمة الطائرات العابرة، وتخزين العديد من الأنواع المختلفة من الطائرات المقاتلة في المطار. خلال الحرب العالمية الثانية، تضاعف حجم المطار وسجل رقما قياسيا بعدد 1700 حركة إقلاع وهبوط في اليوم الواحد، مما جعل منه أكثر المطارات ازدحاما في البلاد من حيث تشغيل حركة الطيران. بعد فترة من نهاية الحرب خرجت القوات الجوية من المطار.
غير اسم حقل كاندلر في عام 1946 إلى مطار بلدية اتلانتا. وبحلول عام 1948، عبر أكثر من مليون راكب بالحظيرة الحربية التي كانت بمثابة مبنى المطار. خلال الفترة الخاضعة لتنظيم مرحلة ما بعد الحرب، عملت كل من خطوط دلتا وخطوط ايسترن على تكوين شبكة واسعة من الوجهات في جميع أنحاء الولايات المتحدة. كما أنشأت خطوط ساوثرن الجوية بعد وقت قصير من الحرب شبكة من الوجهات للمسافات القصيرة في الجنوب الشرقي للبلاد خلال عام 1979.
في 1 يونيو 1956 شهدت أول رحلة دولية من اتلانتا إلى مونتريال في كندا بواسطة خطوط ايسترن الجوية. في حين أن أول رحلة جوية دولية مجدولة من مطار اتلانتا عبر رحلة خطوط دلتا / خطوط بان ام المشتركة إلى أوروبا بدءا من عام 1964. في عام 1957 كان أكثر المطارات ازدحاما في البلاد بأكثر من مليوني مسافر خلال ذلك العام.

## المرافق

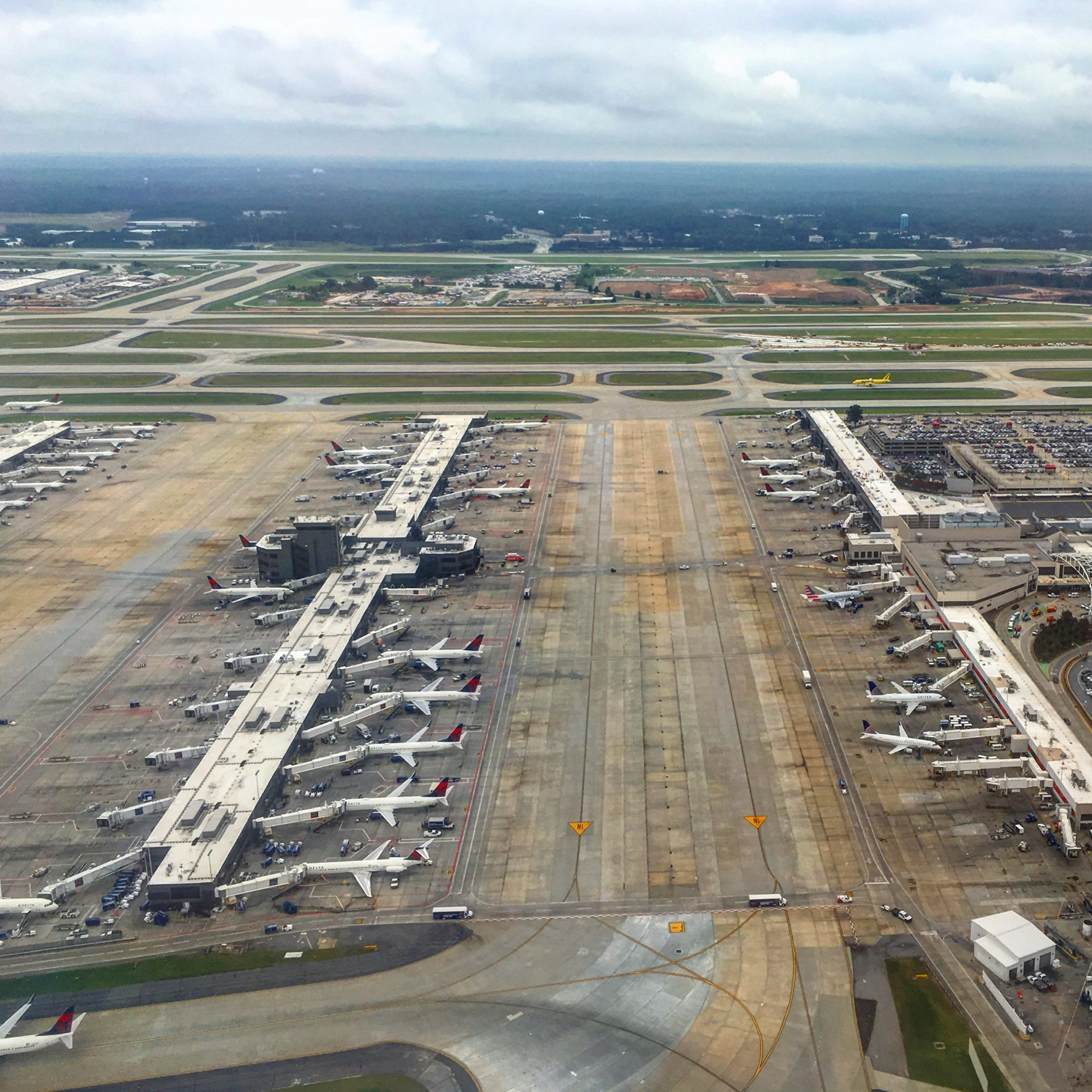
إطلالة على الصالتين A و T عام 2018

### المباني
يحتوي المطار على مبنيين وسبعة صالات بإجمالي 192 بوابة. يقع مبنى الطيران الداخلي على الجانب الغربي من المطار ومبنى الطيران الدولي على الجانب الشرقي. ترتبط المباني والصالات بمركز وسائل النقل، والذي يضم نفق للمشاة مع سلسلة من الممرات المتحركة وقطار. تستقبل جميع رحلات الوصول الدولية في الصالات E وF؛ الصالة F هي الوحيد في المطار المجهزة لاستقبال طائرة إيرباص إيه 380، أكبر طائرة ركاب في العالم. تشغل جميع شركات الطيران الدولية ما عدا دلتا رحلاتها من هذا المبى، بما في ذلك شركاء دلتا في تحالف سكاي تيم مثل الخطوط الجوية الفرنسية والخطوط الجوية الملكية الهولندية وكوريا للطيران وفيرجن أتلانتيك.[إخفاق التحقق]
- الصالة T تحتوي على 21 بوابة.[13]
- الصالة A تحتوي على 29 بوابة.[13]
- الصالة B تحتوي على 32 بوابة.[13]
- الصالة C تحتوي على 34 بوابة.[13]
- الصالة D تحتوي على 40 بوابة.[13]
- الصالة E تحتوي على 28 بوابة.[13]
- الصالة F تحتوي على 12 بوابة.[13]

## الخطوط الجوية والوجهات

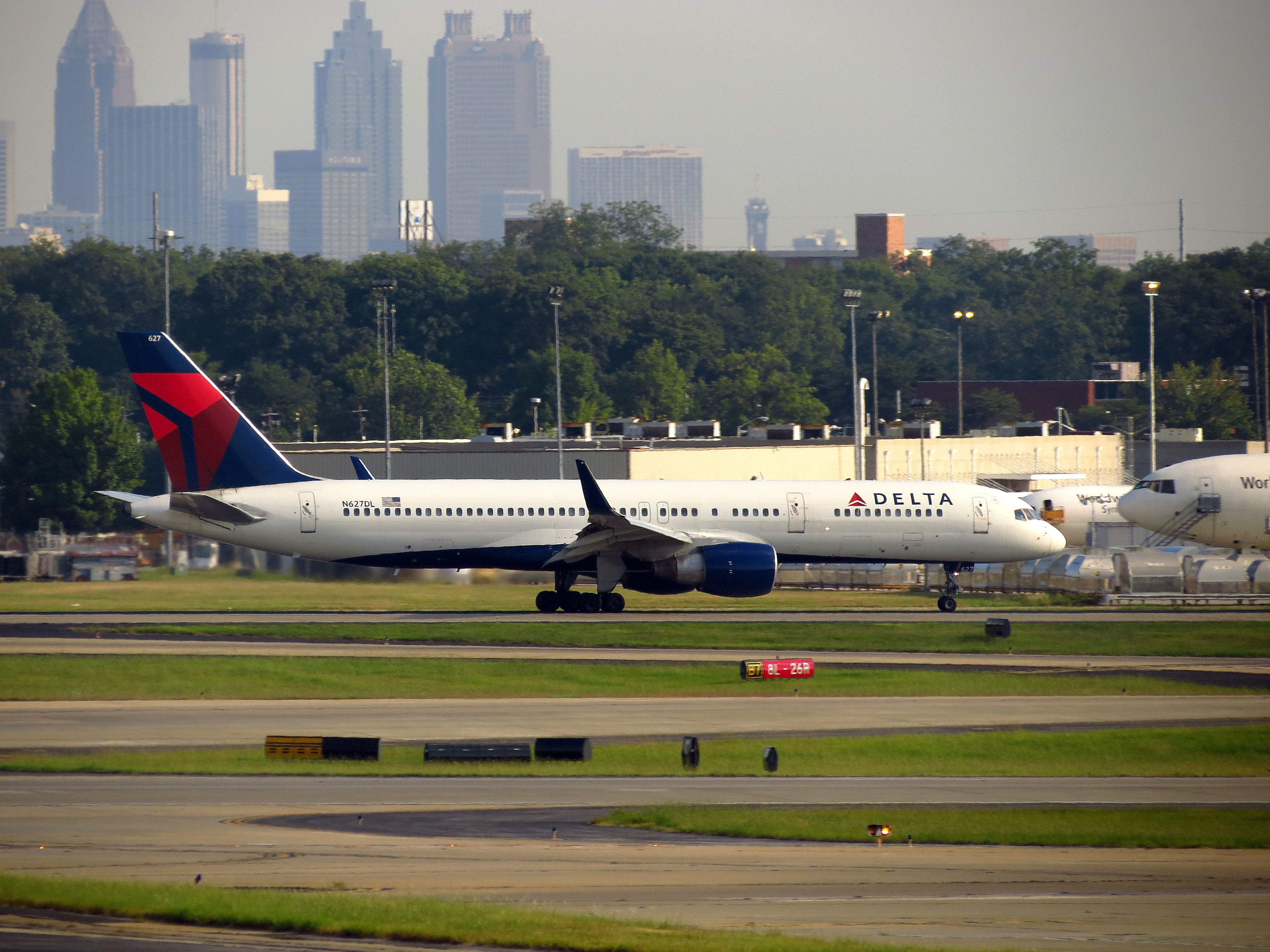
خطوط دلتا الجوية بوينغ 757-200 في مطار هارتسفيلد

### الركاب
| شركـات طيـران                   | الوجهات | Refs   |
| ------------------------------- | --- | ------ |
| طيران كندا إكسبريس ‏             | مونتريال، تورونتو | [ 17 ] |
| الخطوط الجوية الفرنسية          | باريس | [ 18 ] |
| خطوط آلاسكا الجوية              | مطار سياتل تاكوما الدولي | [ 19 ] |
| الخطوط الجوية الأمريكية         | مطار شارلوت دوغلاس الدولي، مطار أوهير الدولي، مطار دالاس فورت ورث الدولي، مطار لوس أنجلوس الدولي، مطار ميامي الدولي، مطار فيلادلفيا الدولي، مطار فينيكس سكاي هاربر الدولي، مطار رونالد ريغان الوطني | [ 20 ] |
| إمريكان إيغل                    | مطار شارلوت دوغلاس الدولي، مطار أوهير الدولي، مطار ميامي الدولي، مطار فيلادلفيا الدولي، مطار رونالد ريغان الوطني | [ 20 ] |
| الخطوط الجوية البريطانية        | مطار لندن هيثرو | [ 21 ] |
| خطوط كوبا الجوية                | مطار توكومين الدولي | [ 22 ] |
| خطوط دلتا الجوية                | مطار ألباني الدولي ‏، ألباكركي الدولي سانبورت ‏، مطار سخيبول أمستردام، أنتيغوا، مطار أبليتون الدولي ‏، أروبا، مطار أشفيل الإقليمي ‏، مطار أوستن برغستروم الدولي، مطار بالتيمور واشنطن الدولي، مطار برشلونة الدولي، باتون روج ‏، بليز سيتي ‏، برمودا، برمنغهام (ألاباما) ‏، مطار إلدورادو الدولي، مطار بويز ‏، بونير، مطار لوجان الدولي، مطار بوزمان يلوستون الدولي ‏، مطار منيسترو بيستاريني الدولي، مطار بوفالو نياجرا الدولي ‏، بيرلينجتون (فيرمونت) ‏، كانكون، كيب تاون، قرطاجنة (كولومبيا) (تُستأنف في 22 ديسمبر 2023), سيدار رابيدز/مدينة آيوا ‏، تشارلستون (كارولاينا الجنوبية) ‏، مطار شارلوت دوغلاس الدولي، شارلوتسفيل (فيرجينيا) ‏، مطار تشاتانوغا ميتروبوليتان ‏، مطار ميدواي الدولي، مطار أوهير الدولي، مطار سينسيناتي/شمال كنتاكي الدولي ‏، مطار كليفلاند هوبكنز الدولي ‏، كولورادو سبرينغز ‏، كولومبيا (كارولينا الجنوبية) ‏، مطار جون غلين كولومبوس الدولي ‏، مطار كوزوميل الدولي ‏ (تُستأنف في 5 نوفمبر 2023), كوراساو (تُستأنف في 16 ديسمبر 2023), مطار دالاس فورت ورث الدولي، دالاس لاف فيلد ‏، مطار دايتون الدولي ‏، مطار دايتونا بيتش الدولي، مطار دنفر الدولي، دي موين ‏، ديستين / فورت والتون بيتش ‏، مطار ديترويت، إل باسو ‏، مطار إيفانسفيل الإقليمي ‏، مطار شمال غرب أركنساس الوطني ‏، فايتفيل (كارولاينا الشمالية) ‏، فورت لودرديل ‏، فورت مايرز ‏، مطار فرانكفورت، مطار غينزفيل الإقليمي ‏، مطار أوين روبرتس الدولي، غراند رابيدز ‏، غرين باي ‏، مطار بيدمونت ترياد الدولي ‏، مطار غرينفيل-سبارتنبورغ الدولي ‏، مطار غوادالاخارا الدولي، مطار لا أورورا الدولي ‏، مطار غولفبورت-بيلوكسي الدولي ‏، مطار هاريسبورغ الدولي ‏، مطار برادلي الدولي ‏، مطار هونولولو الدولي، مطار ويليام بي هوبي ‏، هيوستن – إنتركونتيننتال، مطار هنتسفيل الدولي، مطار إنديانابوليس الدولي، جاكسون (مسيسيبي) ‏، مطار جاكسونفيل الدولي، جاكسونفيل (كارولاينا الشمالية) ‏، مطار أوليفر ريجنالد تامبو، كانساس سيتي ‏، كي ويست ‏، كينغستون – نورمان مانلي، نوكسفيل، لاغوس، مطار هاري ريد الدولي، مطار بلو غراس ‏، ليبيريا (كوستاريكا) ‏، ليما، ليتل روك، لندن هيثرو، لوس أنجلوس، لويفيل، ماديسون، مدريد، ملبورن / أورلاندو ‏، ممفيس، مكسيكو سيتي، ميامي، ميلانو - مالبينسا، ميلووكي، منيابولس-سنت بول، مطار موبيل الإقليمي، مونتيغو باي، مونتيري، مونتريال، ميونخ، ميرتل بيتش ‏، ناشفيل، ناسو، نيوآرك، نيو اورليانز، نيويورك – جون إف كينيدي، نيويورك – لاغوارديا، نورفولك، أوكلاهوما سيتي ‏، أوماها، أونتاريو (كاليفورنيا) ‏، مقاطعة أورانج ‏، أورلاندو، بنما سيتي (فلوريدا) ‏، بنما سيتي - توكومين، باريس شارل ديغول، بينساكولا، فيلادلفيا، فينيكس سكاي هاربر، بيتسبرغ ‏، بورتلاند (مين) ‏، بورتلاند، بروفيدنس، بروفيدنسياليس، بويرتو فالارتا ‏، بونتا كانا ‏، كيتو، رالي / دورهام ‏، ريتشموند، رونوك، رواتان، روتشستر (نيويورك) ‏، روما – فيوميتشينو، سكرامنتو، سانت لويس، سانت لوسيا – هيوانورا ‏، سانت مارتن، سانت توماس ‏، سولت ليك سيتي، سان أنطونيو، سان دييغو، سان فرانسيسكو، سان خوسيه، سان خوسيه دي كوستاريكا – خوان سانتاماريا، سان خوسيه ديل كابو ‏، سان خوان، سان بيدرو سولا ‏، سان سلفادور، سانتياغو دي تشيلي، سانتو دومينغو - لاس أمريكا، ساو باولو – جوارولوs، ساراسوتا، سافانا، سياتل / تاكوما، سيول – إنتشون، سيوكس فولز ‏، سبوكان، سبرينغفيلد/برانسون، سيراكيوز، تالاهاسي، تامبا، طوكيو–هانيدا، تورونتو–بيرسون، توسان، تولسا، واشنطن – دالاس، واشنطن – ناشونال، ويست بالم بيتش، وايت بلينز ‏، ويتشيتا، ويلمنجتون (كارولاينا الشمالية) ‏ موسمية: أنكوراج، أثينا، دبلن، دوسلدورف، إيغل/ فيل ‏، إدنبرة، هايدن / ستيم بوت سبرينغز ‏، جاكسون هول ‏، مونتروز، نيس، بالم سبرينغز ‏، ريو دي جانيرو-جالياو، سانت كروا ‏، سانت كيتس ‏، شتوتغارت، ترافيرس سيتي ‏، البندقية | [ 27 ] |
| دلتا كونيكشين ‏                  | ألباني (جورجيا) ‏، الإسكندرية (لويزيانا)، الينتاون، أوغوستا (جورجيا) ‏، بلومنغتن / نورمال ‏، برونزويك، تشارلستون (فيرجينيا الغربية) ‏، شارلوتسفيل (فرجينيا) ‏، تشاتانوغا، كولومبيا (كارولينا الجنوبية) ‏، كولومبوس (جورجيا) ‏، كولومبوس (مسيسيبي) ‏، دوثان، إيفانسفيل، فايتفيل / بنتونفيل ‏، فايتفيل (كارولاينا الشمالية) ‏، فورت واين، غينزفيل، جورج تاون ‏، جلفبورت/بيلوكسي، جاكسونفيل (كارولاينا الشمالية) ‏، كي ويست ‏، نوكسفيل، لافاييت، ليكسينغتون، مارش هاربور ‏، مطار موبيل الإقليمي، مولين / كواد سيتيس ‏، مونرو، مونتغمري، شمال إليوثيرا ‏، رونوك، شريفبورت، ساوث بيند ‏، سبرينغفيلد/برانسون، تري سيتيز (تينيسي) ‏، فالدوستا، السهول البيضاء ‏، ويلمينغتون (كارولاينا الشمالية) ‏ موسمية: أسبن، هيلتون هيد ‏ | [ 27 ] |
| الخطوط الجوية الإثيوبية         | أديس أباباa | [ 29 ] |
| خطوط فرونتير الجوية             | بالتيمور، بافلو ‏، كانكون، شيكاغو – ميدواي، سينسيناتي، دنفر، ديترويت، فورت لاودردال ‏، هيوستن – إنتركونتيننتال\|هيوستن – إنتركونتيننتال، لاس فيغاس، ليبيريا (كوستاريكا) ‏، ميامي، مونتيغو باي، ناسو، نيو اورليانز، نيويورك – لاغوارديا، أورلاندو، فيلادلفيا، رالي / دورهام ‏، سانت لويس، سان أنطونيو، سان فرانسيسكو، سان خوسيه دي كوستاريكا – خوان سانتاماريا، سان خوان، سان سلفادور، تامبا، ترينتون موسمية: أوستن، كليفلاند، دالاس/فورت وورث، مدينة غواتيمالا، هارتفورد، فينيكس-سكاي هاربور، بورتلاند (مين) ‏، بونتا كانا ‏، سولت ليك سيتي، سان دييغو، سانتو دومينغو – لاس أمريكاس | [ 30 ] |
| خطوط جيت بلو الجوية             | بوسطن، فورت لودرديل ‏، نيويورك – جون إف كينيدي، نيويورك – لاغوارديا | [ 31 ] |
| الخطوط الجوية الملكية الهولندية | أمستردام | [ 32 ] |
| كوريا للطيران                   | سيول – إنتشون | [ 33 ] |
| لاتام بيرو                      | ليما (تبدأ في 29 أكتوبر 2023) | [ 23 ] |
| لوفتهانزا                       | فرانكفورت | [ 34 ] |
| الخطوط الجوية القطرية           | الدوحة | [ 35 ] |
| خطوط الجنوبية الجوية إكسبرس ‏    | جاكسون (تينيسي) ‏ | [ 36 ] |
| خطوط ساوث ويست الجوية           | أوستن، بالتيمور، كانكون، شيكاغو – ميدواي، كليفلاند، كولومبوس-غلين، دالاس – لوف ‏، دنفر، فورت لودرديل ‏، فورت مايرز ‏، غرينفيل/سبارتنبرغ، هيوستن – هوبي ‏، إنديانابوليس، جاكسون (مسيسيبي) ‏، جاكسونفيل (فلوريدا)، كانساس سيتي ‏، لاس فيغاس، ليتل روك، لويزفيل، ممفيس، ميامي، ميلووكي، ناشفيل، نيو اورليانز، نيويورك – لاغوارديا، أوكلاهوما سيتي ‏، أوماها، أورلاندو، فيلادلفيا، فينيكس-سكاي هاربور، بيتسبرغ ‏، رالي / دورهام ‏، ريتشموند، سان دييغو، سانت لويس، سان أنطونيو، ساراسوتا، تامبا، واشنطن – دالاس، واشنطن، غرب بالم بيتش موسمية: لوس أنجلوس، نورفولك، أوكلاند، بنما سيتي (فلوريدا) ‏، بينساكولا | [ 38 ] |
| خطوط سبيريت الجوية              | بالتيمور، بوسطن، شيكاغو-أوهير، كليفلاند، دالاس/فورت وورث، ديترويت، فورت لودرديل ‏، هيوستن – إنتركونتيننتال، لاس فيغاس، لوس أنجلوس، ميامي، مينيابوليس / سانت. بول، نيوآرك، نيو أورليانز، أورلاندو، فيلادلفيا، سان خوان، تامبا موسمية: أتلانتيك سيتي ‏ | [ 39 ] |
| الخطوط الجوية التركية           | إسطنبول | [ 40 ] |
| الخطوط الجوية المتحدة           | شيكاغو-أوهير، دنفر، هيوستن – إنتركونتيننتال\|هيوستن – إنتركونتيننتال، نيوآرك، سان فرانسيسكو، واشنطن – دالاس | [ 41 ] |
| يونايتد إكسبريس ‏                | شيكاغو-أوهير، دنفر، هيوستن – إنتركونتيننتال\|هيوستن – إنتركونتيننتال، نيوآرك، واشنطن – دالاس | [ 41 ] |
| خطوط فيرجن أتلانتيك الجوية      | لندن–هيثرو، مانشستر | [ 42 ] |
| ويست جيت ‏                       | كالغاري، فانكوفر، وينيبيغ | [ 43 ] |

a: تتوقف رحلات الخطوط الجوية الإثيوبية من أديس أبابا إلى أتلانتا في دبلن للتزود بالوقود. تنطلق الرحلة من أتلانتا إلى أديس أبابا بدون توقف.

### الشحن
| شركـات طيـران               | الوجهات                                                                                   |
| --------------------------- | ----------------------------------------------------------------------------------------- |
| أيرولوجيك                   | فرانكفورت                                                                                 |
| أمازون إير ‏                 | بالتيمور، أونتاريو                                                                        |
| خطوط آسيانا الجوية          | دالاس فورت ورث، ميامي، سيول – إنتشون                                                      |
| خطوط تي أن تي الجوية        | لييج                                                                                      |
| كارغولوكس                   | شيكاغو-أوهير، هنتسفيل، لوكسمبورغ، لوس أنجلوس، نيويورك – جون كنيدي، سياتل / تاكوما         |
| كاثي باسيفيك للشحن          | أنكوراج، دالاس/فورت وورث، هونغ كونغ                                                       |
| الخطوط الجوية الصينية       | أنكوراج، دالاس/فورت وورث، ميامي، تايبيه - تاو يوان                                        |
| الخطوط الجوية الصينية للشحن | أنكوراج، شيكاغو – أوهير، شانغهاي بودنغ                                                    |
| دي إتش إل للطيران           | بروكسل، سينسيناتي، ميامي، نيويورك – جون كنيدي                                             |
| إيفا للطيران                | أنكوراج، أوساكا - كانساي، تايبيه-تاويوان                                                  |
| فيديكس إكسبرس               | فورت لودرديل ‏، فورت وورث / ألاينس ‏، جرينسبورو، إنديانابوليس، ممفيس، ميامي، نيوآرك         |
| كوريا للطيران               | أنكوراج، شيكاغو-أوهير، دالاس/فورت وورث، لوس أنجلوس، ميامي، نيويورك – جون كنيدي            |
| لوفتهانزا للشحن             | فرانكفورت، ميامي                                                                          |
| الخطوط الجوية القطرية       | أنكوراج، الدوحة، هيوستن – إنتركونتيننتال، لييج، لوكسمبورغ، مدينة مكسيكو                   |
| الخطوط الجوية التركية       | إسطنبول، شانون                                                                            |
| خطوط يو بي إس الجوية        | فارغو، كولومبيا (كارولينا الجنوبية) ‏، دالاس/فورت وورث، لويفيل، ميامي، فيلادلفيا، سان خوان |

## الإحصائيات

### أشهر الوجهات
| الرتبة | المطار                      | الركاب    | الناقل                                     |
| ------ | --------------------------- | --------- | ------------------------------------------ |
| 1      | مطار أورلاندو الدولي        | 1,375,000 | دلتا، فرونتير، ساوث ويست، سبريت            |
| 2      | Fort Lauderdale، Florida ‏   | 1,225,000 | دلتا، جيت بلو، ساوث ويست، سبريت            |
| 3      | مطار لاغوارديا              | 1,037,000 | الأمريكية، دلتا، فرونتير، ساوث ويست        |
| 4      | مطار تامبا الدولي           | 997,000   | دلتا، ساوث ويست، سبريت، فرونتير            |
| 5      | مطار ميامي الدولي           | 974,000   | الأمريكية، دلتا، فرونتير، سبريت            |
| 6      | مطار دالاس فورت ورث الدولي  | 908,000   | الأمريكية، دلتا، سبريت                     |
| 7      | مطار دنفر الدولي            | 897,000   | دلتا، ساوث ويست، سبريت، فرونتير، المتحدة   |
| 8      | مطار لوس أنجلوس الدولي      | 888,000   | الأمريكية، دلتا، فرونتير، ساوث ويست، سبريت |
| 9      | مطار بالتيمور واشنطن الدولي | 826,000   | دلتا، فرونتير، ساوث ويست، سبريت            |
| 10     | مطار هاري ريد الدولي        | 809,000   | دلتا، فرونتير، ساوث ويست، سبريت            |

| الرتبة | المطار                          | الركاب  | الناقل                                         |
| ------ | ------------------------------- | ------- | ---------------------------------------------- |
| 1      | Cancún، Mexico                  | 759,993 | دلتا، فرونتير                                  |
| 2      | مطار سخيبول أمستردام            | 739,960 | الملكية الهولندية                              |
| 3      | مطار باريس شارل ديغول           | 721,925 | طيران فرنسا، دلتا                              |
| 4      | مطار لندن هيثرو                 | 486,692 | الخطوط الجوية البريطانية، دلتا، فيرجن أتلانتيك |
| 5      | مطار بينيتو خواريز الدولي       | 419,724 | دلتا                                           |
| 6      | مطار تورونتو بيرسون الدولي      | 406,258 | طيران كندا، دلتا                               |
| 7      | مطار سانجستر الدولي             | 389,383 | دلتا، فرونتير                                  |
| 8      | Punta Cana، Dominican Republic ‏ | 292,369 | دلتا، فرونتير                                  |
| 9      | مطار إنتشون الدولي              | 291,460 | دلتا، الكورية                                  |
| 10     | مطار ليوناردو دا فينشي          | 253,570 | دلتا                                           |
| 11     | Nassau، Bahamas                 | 238,026 | دلتا                                           |
| 12     | مطار فرانكفورت                  | 222,803 | دلتا، لوفتهانزا                                |
| 13     | مطار حمد الدولي                 | 186,002 | القطرية                                        |
| 14     | مطار مونتريال الدولي            | 183,322 | طيران كندا، دلتا                               |
| 15     | مطار غواروليوس الدولي           | 176,818 | دلتا                                           |
| 16     | مطار توكومين الدولي             | 163,811 | كوبا، دلتا                                     |
| 17     | مطار إسطنبول الدولي             | 142,875 | التركية                                        |
| 18     | San José del Cabo، Mexico ‏      | 141,248 | دلتا                                           |
| 19     | مطار خورخي تشافيز الدولي        | 134,982 | دلتا                                           |
| 20     | مطار خوان سانتاماريا الدولي     | 131,439 | دلتا، فرونتير                                  |

### شركات الطيران
| الرتبة | الناقل                     | الركاب     | الحصة  |
| ------ | -------------------------- | ---------- | ------ |
| 1      | خطوط دلتا الجوية           | 60,217,000 | 74.21% |
| 2      | خطوط ساوث ويست الجوية      | 7,343,000  | 9.05%  |
| 3      | خطوط سبيريت الجوية         | 3,017,000  | 3.72%  |
| 4      | Endeavor Air (تابعة لدلتا) | 2,700,000  | 3.33%  |
| 5      | خطوط فرونتير الجوية        | 2,260,000  | 2.79%  |

### الالتزام بالمواعيد
| السنة | نسبة الالتزام بموعد الاقلاع | نسبة الالتزام بموعد الوصول | متوسط التأخير في الاقلاع (دقيقة) | متوسط التأخير في الوصول (دقيقة) | نسبة إلغاء الرحلات |
| ----- | --------------------------- | -------------------------- | -------------------------------- | ------------------------------- | ------------------ |
| 2017  | 81%                         | 84%                        | 62.04                            | 74.94                           | 1.49%              |
| 2018  | 81%                         | 84%                        | 58.78                            | 68.39                           | 0.65%              |
| 2019  | 82%                         | 85%                        | 59.43                            | 69.23                           | 0.61%              |
| 2020  | 87%                         | 87%                        | 56.49                            | 69.05                           | 4.69%              |
| 2021  | 85%                         | 88%                        | 55.02                            | 67.94                           | 0.67%              |

### حركة المرور السنوية
شاهد source Wikidata query and sources.
|                                              | عدد الركاب  | نسبة التغير | حركة الطائرات | حمولة البضائع |
| -------------------------------------------- | ----------- | ----------- | ------------- | ------------- |
| 2000                                         | 78.092.940  | ▲0⁒2,77     | غير متوفر     | 935.892       |
| 2001                                         | 80.162.407  | ▲0⁒2,65     | 915.454       | 865.991       |
| 2002                                         | 75.858.500  | ▼0⁒5,37     | 890.494       | 735.796       |
| 2003                                         | 76.876.128  | ▲0⁒1,34     | 889.966       | 734.083       |
| 2004                                         | 79.087.928  | ▲0⁒2,88     | 911.727       | 802.248       |
| 2005                                         | 83.606.583  | ▲0⁒5,71     | 964.858       | 862.230       |
| 2006                                         | 85.907.423  | ▲0⁒2,75     | 980.386       | 767.897       |
| 2007                                         | 84.846.639  | ▼0⁒1,23     | 976.447       | 746.502       |
| 2008                                         | 89.379.287  | ▲0⁒5,34     | 994.346       | 720.209       |
| 2009                                         | 90.039.280  | ▲0⁒0,74     | 978.824       | 655.277       |
| 2010                                         | 88.001.381  | ▼0⁒2,23     | 970.235       | 563.139       |
| 2011                                         | 92.389.023  | ▲0⁒3,53     | 923.996       | 659.129       |
| 2012                                         | 94.956.643  | ▲0⁒3,10     | 952.767       | 684.576       |
| 2013                                         | 94.431.224  | ▼0⁒1,13     | 911.074       | 616.365       |
| 2014                                         | 96.178.899  | ▲0⁒1,85     | 868.359       | 601.270       |
| 2015                                         | 101.491.106 | ▲0⁒5,52     | 882.497       | 626.201       |
| 2016                                         | 104.258.124 | ▲0⁒2,73     | 898.356       | 648.595       |
| 2017                                         | 103.902.992 | ▼0⁒0,26     | 879.560       | 685.338       |
| 2018                                         | 107.394.029 | ▲0⁒3,33     | 895.682       | 693.790       |
| 2019                                         | 110.531.300 | ▲0⁒2,92     | 904.301       | 639.276       |
| 2020                                         | 42.918.685  | ▼0 61,17    | 548.016       | 599.179       |
| 2021                                         | 75.704.760  | ▲0⁒76,00    | 707.661       | 734.771       |
| 2022                                         | 93.699.630  | ▲0⁒23,77    | 724.145       | 688.614       |
| المصدر: مطار هارتسفيلد-جاكسون أتلانتا الدولي |             |             |               |               |

## الحوادث
- في 23 مايو 1960 تحطمت طائرة خطوط دلتا الجوية الرحلة 1903، وهي طائرة من نوع كونفير CV-880-22-1 ا(N8804E)، عند إقلاعها مما أدى إلى فقدان جميع أفراد الطاقم الأربعة. كانت الرحلة عبارة عن رحلة تدريبية لاثنين من طياري شركة دلتا الذين كان يُدربان على قيادة طائرة 880.[51]
- في 25 فبراير 1969 اختطف أحد الركاب رحلة الخطوط الجوية الشرقية الرحلة 955 بعد وقت قصير من إقلاعها في طريقها إلى ميامي. قام الرجل بسحب مسدس من عيار 22 وطلب نقله جواً إلى كوبا. لقد نزل من الطائرة في كوبا بينما سُمح للطائرة DC-8 بالعودة إلى الولايات المتحدة.[52]